# Junonia magna
Junonia magna är en fjärilsart som beskrevs av Evans 1926. Junonia magna ingår i släktet Junonia och familjen praktfjärilar. Inga underarter finns listade i Catalogue of Life.